# 史考特·曼恩
史考特·曼恩（英語：Scott Mann，1965年6月16日—），英國男導演和製片人。時常執導動作片，知名作品如《玩命錦標賽》（2009年）、《關鍵救援：巴士657》（2015年）和《倒數絕殺》（2018年）。
曼恩就讀於克里夫蘭藝術與設計學院；雖然沒有「正式完成」學業，但遇見了他的編劇好友強納森·法蘭克（Jonathan Frank）和尼克·羅魯（Nick Rowntree），他們幫助曼恩製作了他的首部長片《玩命錦標賽》。
曼恩表示，自己從十幾歲開始就想成為一名電影人，「我一生中最快樂的回憶之一就是擁有攝影機的聖誕節。」

## 作品列表
- 2006：《拔河（英语：Tug of War (film)）》（導演）
- 2009：《玩命錦標賽》（導演）
- 2015：《關鍵救援：巴士657》（導演）
- 2016：《終極飆靶（英语：Precious Cargo (film)）》（監製）
- 2018：《夜驚（英语：Mara (film)）》（監製）
- 2018：《倒數絕殺》（導演）[3]
- 2022：《墜》（導演、監製和編劇）

## 外部連結
- 史考特·曼恩在互联网电影资料库（IMDb）上的資料（英文）
- www.killerfilm.com Interview: Scott Mann on The Tournament